# Championship Manager 96/97
Championship Manager 96/97 (la versione italiana è intitolata Scudetto 96/97) è un videogioco di calcio, aggiornamento alla stagione 1996/1997 del precedente Championship Manager 2.

## Caratteristiche
Per la prima volta il gioco includeva 3 campionati giocabili tra cui: Scozia, Inghilterra e Italia. Alcune altre caratteristiche sono:
- La sentenza Bosman
- 5 riserve nella Premiership
- Ai giocatori, passando gli anni, cambia l'età.